# Sunlight Makes Me Paranoid
Sunlight Makes Me Paranoid  es el primer álbum de estudio y álbum debut de la banda estadounidense de rock: Elefant
El álbum se dio a conocer gracias al rotundo éxito del sencillo "Misfit".

## Lista de canciones
| Sunlight Makes Me Paranoid |                              |          |  |
| N.º                        | Título                       | Duración |  |
| 1.                         | «Make Up»                    | 3:21     |  |
| 2.                         | «Now That I Miss Her»        | 2:37     |  |
| 3.                         | «Misfit»                     | 3:14     |  |
| 4.                         | «Bokkie»                     | 3:36     |  |
| 5.                         | «Tonight Let's Dance»        | 3:07     |  |
| 6.                         | «Static on Channel 4»        | 2:18     |  |
| 7.                         | «Sunlight Makes Me Paranoid» | 4:19     |  |
| 8.                         | «Annie»                      | 3:15     |  |
| 9.                         | «Love»                       | 4:01     |  |
| 10.                        | «Ester»                      | 2:49     |  |
| 32:32                      |                              |          |  |

## Personal
- Diego Garcia - vocal, teclados
- Kevin McAdams - batería
- Mod - guitarra líder, guitarra rítmica
- Jeff Berrall - bajo, órgano, triángulo